# Eins Live Königstreffen
Das Eins Live Königstreffen ist ein Musikfestival in Herzogenrath in der nordrhein-westfälischen Städteregion Aachen, das im Sommer 2004 und 2005 vom Radiosender Eins Live veranstaltet wurde.

## Geschichte

### 2004
Beim ersten Königstreffen am 4. Juli 2004 kamen rund 12.000 Zuschauer zum Sportplatz in Herzogenrath-Merkstein um sich folgende Bands anzuschauen: Winson, 2raumwohnung, Furia, Sportfreunde Stiller, The Soundtrack of Our Lives, Wir sind Helden, Keane und Die Ärzte.

### 2005
Das zweite Königstreffen fand am 25. Juni im Schulzentrum von Herzogenrath statt. Vor 10.000 Zuschauern traten folgende Bands auf: Stone Cold Crazy, Sons and Daughters, Tocotronic, Bloc Party, Max Herre, Mando Diao, Fettes Brot, Gentleman und Franz Ferdinand.
Die Band Stone Cold Crazy ist eine Coverband aus Herzogenrath, die sich bei Eins Live um einen Auftritt beim Königstreffen beworben hatte. Der Sender stellte Stone Cold Crazy dafür Aufgaben, die sie erledigen mussten. Außerdem konnten die Hörer durch eine Abstimmung im Internet entscheiden, ob die Band auftreten darf. Da alle Aufgaben erfüllt wurden und auch die Hörer für einen Auftritt waren, ließ man die Band als Opener auf die Bühne.

### 2006
Aufgrund der Fußball-Weltmeisterschaft 2006 gab es in diesem Jahr kein Eins Live Königstreffen. In diesem Zeitraum gab es so viele Open-Air-Konzerte, dass sich Eins Live dazu entschloss, das Festival ausfallen zu lassen. Für 2007 wurde angekündigt, die Veranstaltung jedoch wieder wie geplant stattfinden zu lassen.

### 2007
Entgegen der Ankündigung, das Festival 2007 wieder stattfinden zu lassen, wurde kein Eins Live Königstreffen veranstaltet.